# Mohinga

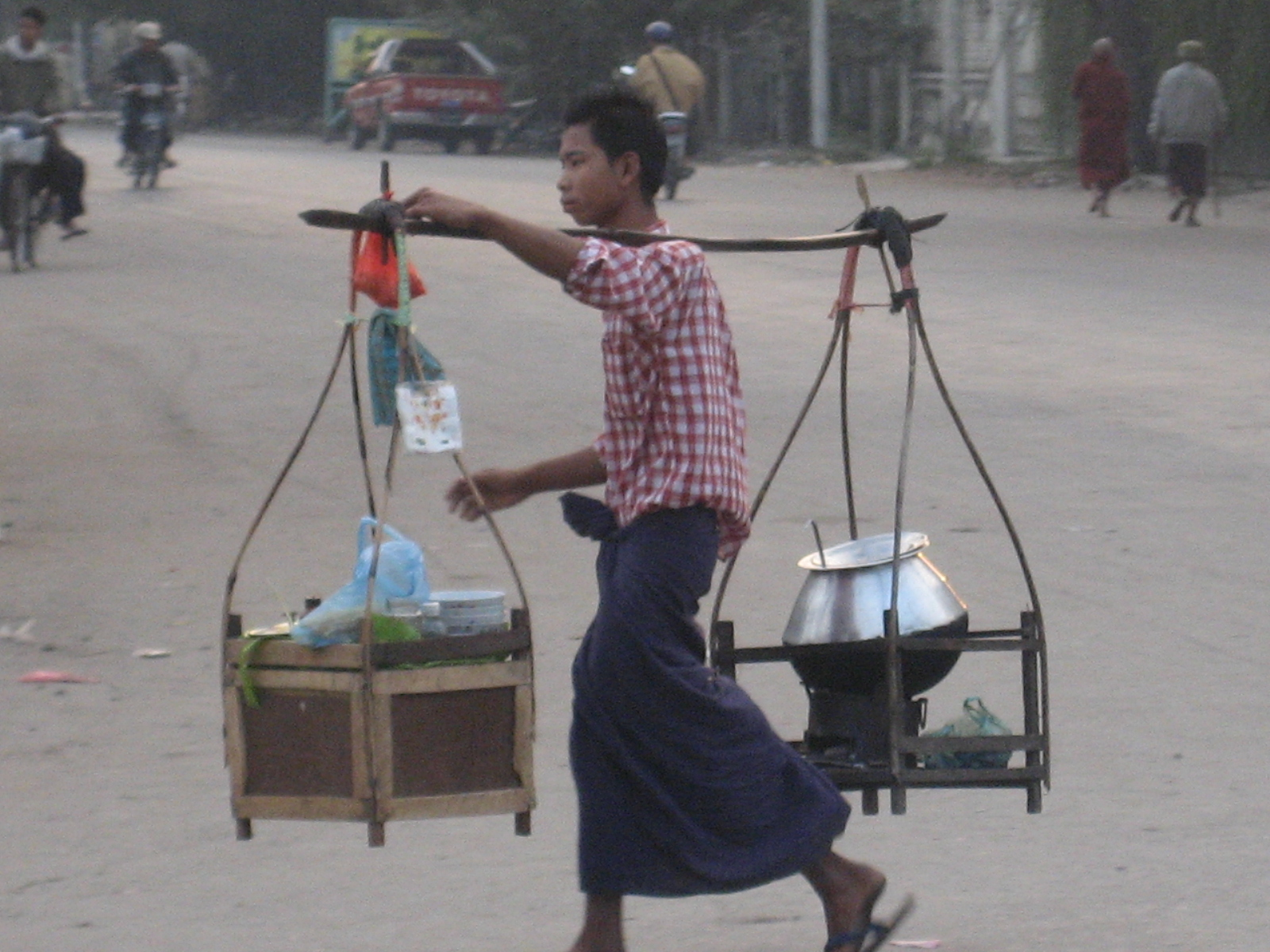
vendedor callejero de Mohinga.

El Mohinga es una sopa tradicional considerada plato nacional de Birmania.

## Elaboración
Elaborada con fideos de arroz vermicelli en un caldo de pescado. Esta sopa se puede obtener en la mayor parte del territorio y se considera generalmente un desayuno.